# Thuidium cylindrella
Thuidium cylindrella là một loài rêu trong họ Thuidiaceae. Loài này được Müll. Hal. mô tả khoa học đầu tiên năm 1897.